# Trasa turystyczna Mury Obronne
Trasa turystyczna Mury Obronne – trasa prowadząca wzdłuż murów obronnych Krakowa, w skład której wchodzi zespół trzech gotyckich baszt: Pasamoników, Stolarzy i Cieśli, brama Floriańska i Barbakan.
Trasa została otwarta 8 czerwca 2007 roku w ramach obchodów 750-lecia lokacji miasta. Jej długość wynosi ok. 100 metrów. Koszty przygotowania trasy (ok. 500 tys. zł) pokryła gmina oraz Społeczny Komitet Odnowy Zabytków Krakowa. 
W ramach zwiedzania trasy można przejść wzdłuż murów po drewnianym ganku, wejść do baszt: Pasamoników i Stolarzy oraz do kaplicy wewnątrz Bramy Floriańskiej. Trasie towarzyszy ekspozycja dawnych strojów oraz grafiki obrazujące nieistniejące już bramy i baszty, a także wyświetlany jest film przedstawiający historię obrony Krakowa.
Wejście od baszty Pasamoników jest jednocześnie wejściem do oddziału "Mury Obronne" Muzeum Historyczego Miasta Krakowa.. 

## Galeria

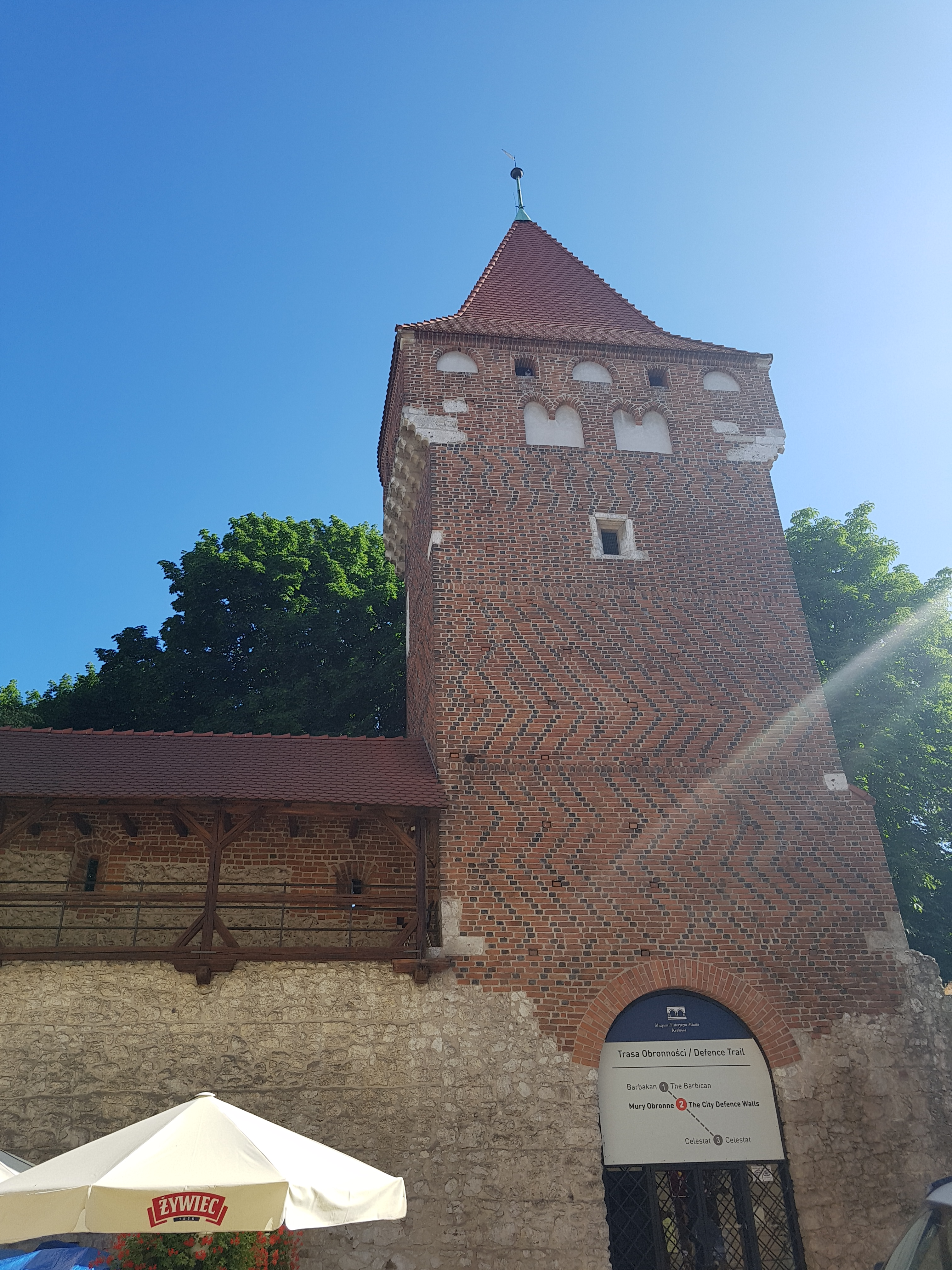
Wieża Pasamoników
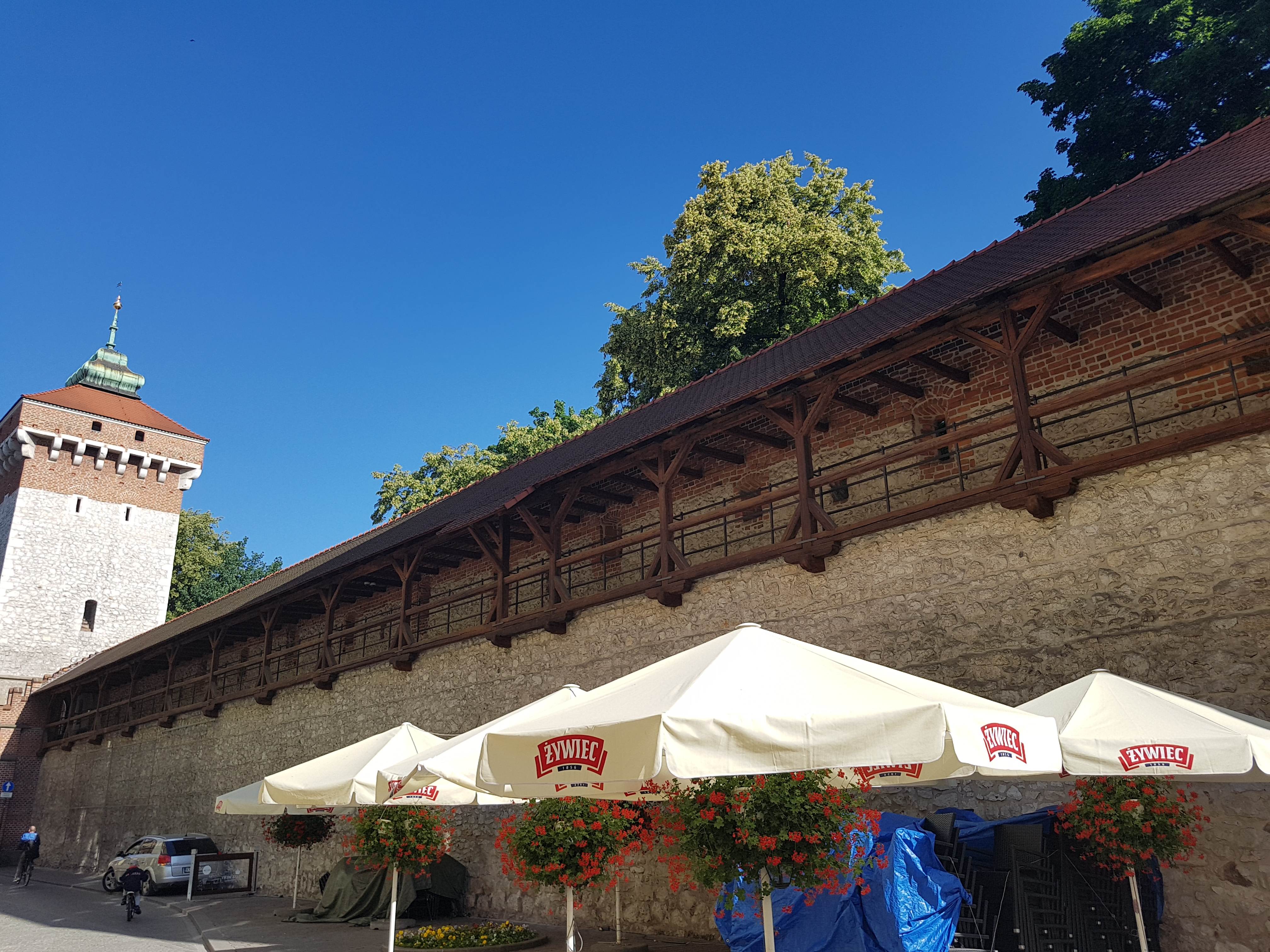
Mury Obronne
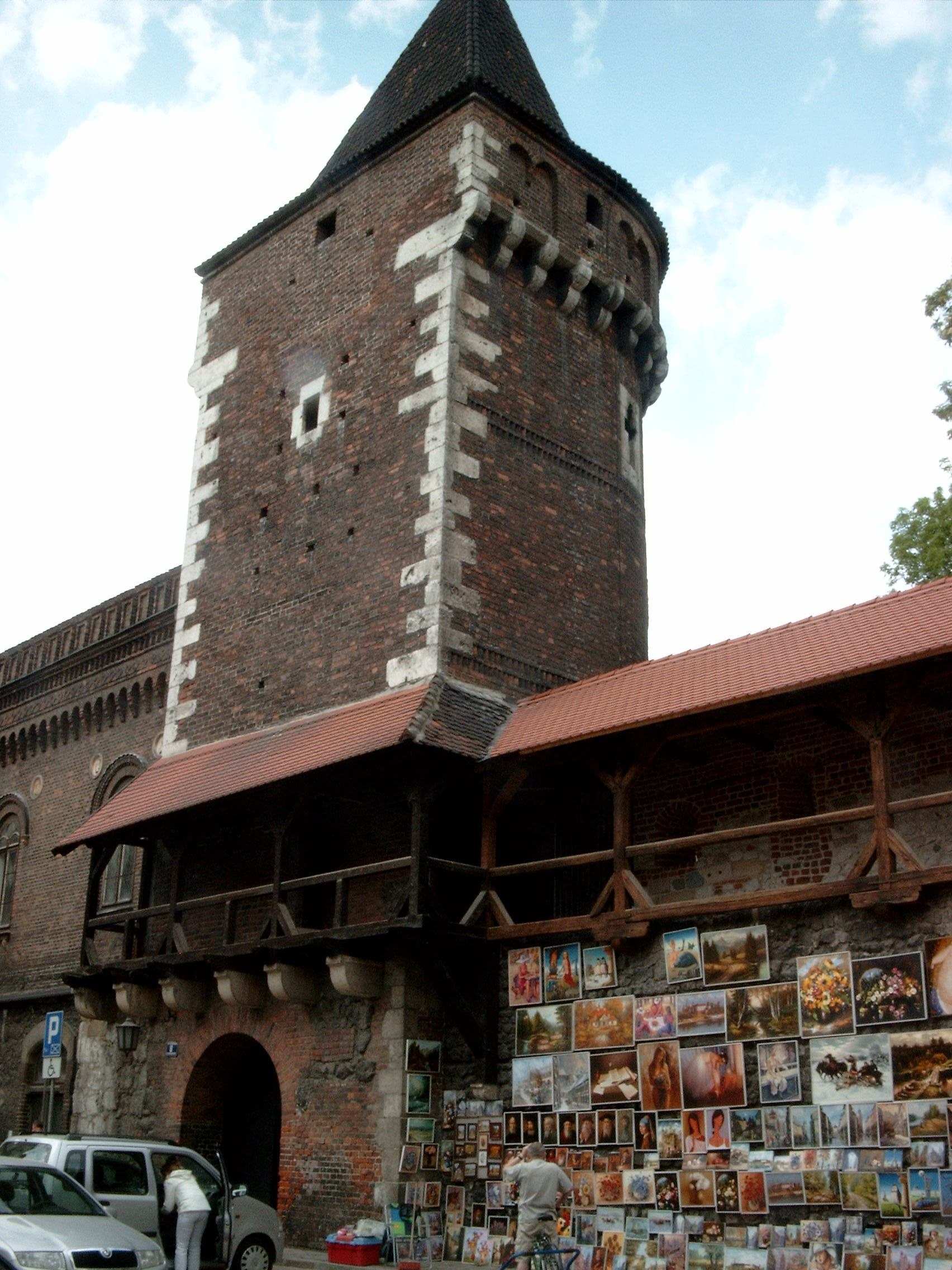
Baszta Stolarzy z gankiem, udostępnianym turystom